# Savigny-en-Sancerre
Savigny-en-Sancerre é uma comuna francesa na região administrativa do Centro, no departamento Cher. Estende-se por uma área de 33,83 km². Em 2010 a comuna tinha 1 089 habitantes (densidade: 32,2 hab./km²).